# Żeglarstwo na Letnich Igrzyskach Olimpijskich 1920 – klasa 40 m²
Zawody w żeglarskiej klasie 40 m² podczas VII Letnich Igrzysk Olimpijskich odbyły się w dniach 7–9 lipca 1920 roku na wodach Ostendy.

## Informacje ogólne
Zawody składały się z trzech wyścigów. Punkty były przyznawane za miejsca zajęte na mecie – liczba punktów równa była zajętej lokacie. Na wynik końcowy składała się suma wszystkich punktów, przy czym wyższą lokatę zajmował jacht o mniejszej liczbie punktów. Przy równej punktacji załóg przeprowadzana była między nimi dogrywka.
Do zawodów zgłosiły się dwa szwedzkie jachty. Pierwszy wyścig zakończył się dyskwalifikacją obu jachtów za zejście z wyznaczonej trasy. Elsie nie ukończył drugiego wyścigu i nie pojawił się na trzecim, co oznaczało, że złote medale przypadły załodze Sif.

## Wyniki
| Pozycja | Załoga                                                      | Jacht | Wyścig I | Wyścig I | Wyścig II | Wyścig II | Wyścig III | Wyścig III | Ogółem |
| Pozycja | Załoga                                                      | Jacht | Pozycja  | Punkty   | Pozycja   | Punkty    | Pozycja    | Punkty     | Punkty |
| ------- | ----------------------------------------------------------- | ----- | -------- | -------- | --------- | --------- | ---------- | ---------- | ------ |
| złoto   | Tore Holm Yngve Holm Axel Rydin Georg Tengwall              | Sif   | DSQ      | DSQ      | 1         | 1         | 1          | 1          | 2      |
| srebro  | Gustaf Svensson Ragnar Svensson Percy Almstedt Erik Mellbin | Elsie | DSQ      | DSQ      | DNF       | 2         | DNS        | 2          | 4      |